# Seklówka
Seklówka – część wsi Chełmce w Polsce położona w województwie świętokrzyskim, w powiecie kieleckim, w gminie Strawczyn.
W latach 1975–1998 Seklówka administracyjnie należała do województwa kieleckiego.